# Olivia Silhavy
Olivia Silhavy (* 25. Juli 1957 in Wien) ist eine österreichische Schauspielerin.

## Leben
Silhavy studierte nach der Matura zunächst an der Wirtschaftsuniversität Wien einige Semester im Fachbereich Fremdenverkehr und Tourismus. Von 1977 bis 1981 war Silhavy Fernsehansagerin beim Österreichischen Rundfunks. Sie studierte nebenbei Jazztanz und erhielt Musicalunterricht bei Susi Nicoletti. Von 1978 bis 1981 absolvierte eine Schauspielausbildung am Max Reinhardt Seminar in Wien, die sie mit einem Diplom als Bühnenschauspielerin abschloss. Von 1981 bis 1983 folgte ihr erstes festes Theaterengagement am Landestheater Salzburg. 1984 wurde Silhavy an die Berliner Komödie am Kurfürstendamm verpflichtet. Dort spielte sie unter der Regie von Wolfgang Spier in Halbe Wahrheiten von Alan Ayckbourn. Die Produktion, in der Thomas Fritsch, Anaid Iplicjian und Herbert Bötticher ihre Partner waren, wurde 1985 auch für das Fernsehen aufgezeichnet. Weitere Engagements in Berlin hatte sie später am Schillertheater, am Hansa-Theater und an den Berliner Kammerspielen. Dort spielte sie 1984 die Titelrolle in Jean-Paul Sartres Schauspiel Die ehrbare Dirne. 1985 spielte sie am Landestheater Salzburg die Marianne in Tartuffe, die Titelrolle in Olympia von Ferenc Molnár und die Franziska in Minna von Barnhelm. 1988 spielte sie die Titelrolle in Minna von Barnhelm am Hansa-Theater in Berlin unter der Regie von Boleslaw Barlog. 1993 spielte sie bei den Luisenburg-Festspielen in Wunsiedel die Alkmene in Amphitryon und die Agnès Sorel in Friedrich Schillers Trauerspiel Die Jungfrau von Orléans. Ab 1998 war Silhavy häufig in Boulevardkomödien zu sehen. Sie trat unter anderem am Theater am Dom in Köln und an der Komödie im Bayerischen Hof in München auf. 2006/2007 spielte sie am Theater in der Josefstadt in Wien die Rolle der Madame Durand in dem Lustspiel Die Kaktusblüte.
Ab Mitte der 1980er Jahre spielte Silhavy auch Rollen im österreichischen und im deutschen Fernsehen. Silhavy übernahm hierbei mehrere durchgehende Serienrollen, wiederkehrende Episodenhauptrollen und auch Gastrollen. In der europäischen TV-Krimiserie Eurocops spielte sie von 1989 bis 1991 die Rolle der Erika. 1992 hatte sie ihre erste Serienhauptrolle in der ORF-Fernsehserie Donauprinzessin. Von 1995 bis 1996 folgte dann die Hauptrolle der Dorothee Berger in der ZDF-Seifenoper Jede Menge Leben, wodurch Silhavy erstmals auch einem größeren Fernsehpublikum bekannt wurde. Von 1998 bis 1999 war sie als Dr. Inge Gürth in der ORF-Fernsehserie Kaisermühlen Blues zu sehen. 2002 spielte sie an der Seite von Klausjürgen Wussow in einigen Folgen der Fernsehreihe Klinik unter Palmen.
In den letzten Jahren war Silhavy in verschiedenen österreichischen und deutschen Koproduktionen des ZDF und des ORF zu sehen. So spielte sie in dem Fernsehfilm Das Geheimnis von Svenaholm aus der Inga-Lindström-Fernsehserie die Rolle der Landärztin Johanna Lund. Als Elsa war sie auch in der Inga-Lindström-Verfilmung Die Pferde von Katarinaberg zu sehen.  In der Rosamunde Pilcher-Verfilmung Pfeile der Liebe war sie als Haushälterin Laura Evans die gute Seele des herrschaftlichen Hauses.
2010 spielte sie in der SAT1-Seifenoper Eine wie keine die ständig auftretende Rolle der Ingrid Sachs und verkörperte die eiskalte und böse Mutter der Charaktere Philip und Mark.

## Filmografie (Auswahl)
- 1980: Egon Schiele (TV-Serie)
- 1987: Kampf der Tiger (TV-Film)
- 1989–1991: Eurocops
- 1992: Die Männer vom K3
- 1993: Donauprinzessin
- 1993: Das Traumschiff – Indien/Malediven
- 1995–1996: Jede Menge Leben
- 1998: Opernball
- 1998: Alphateam – Die Lebensretter im OP
- 1998–1999: Kaisermühlen Blues
- 1999: Dr. Stefan Frank – Der Arzt, dem die Frauen vertrauen – Nur das Schicksal kennt den Weg
- 2000: Schloßhotel Orth
- 2002: Die Rosenheim-Cops – Süße Lust
- 2002: Klinik unter Palmen
- 2002: Küstenwache
- 2005: Inga Lindström – Das Geheimnis von Svenaholm
- 2006: König der Herzen
- 2006: Lilly Schönauer – Liebe hat Flügel
- 2006: Tatort: Tödliches Vertrauen
- 2007: Inga Lindström – Die Pferde von Katarinaberg
- 2008: Rosamunde Pilcher – Pfeile der Liebe
- 2008: SOKO Kitzbühel
- 2010: Eine wie keine
- 2015: Die Frau in Gold (Woman in Gold)
- 2020: Der Bergdoktor – Die Entscheidung
- 2021: Lena Lorenz: Retterbaby
- 2021: WaPo Bodensee: Holde Isolde